# بوراس أكياسي
بوراس أكياسي (الاسم العلمي: Borassus akeassii) هو نوع نباتي يتبع جنس البوراس من فصيلة الفوفلية.